# Цзінь пін мей
«Квіти сливи в золотій вазі» — Цзінь пін мей (кит.: 金瓶梅) — еротично-побутовий роман, написаний розмовною китайською мовою, відомий з 1617 року. Назва твору складається з частин імен головних героїн роману: Пань Цзіньлянь (кит.: 潘金莲, Pan Jinlian, «Золотий Лотос» Пань), Лі Пін'ер (Li Ping'er. кит.: 李瓶兒, «Вазочка» Лі), і Пан Чуньмей (кит.: 龐春梅, Pang Chunmei, «Квітка весняної сливи» Пан).
Створення роману приписують Ланьлінському пересмішникові. Це був перший китайський роман реалістичного характеру, до того ж із відвертими еротичними епізодами. Роман вважався настільки непристойним, що його публікація в повному обсязі заборонена в КНР і до сьогодні.
Кинувши виклик панівній традиції, автор написав твір не про міфологічні або історичні події, а про щоденне життя нечистого на руку скоробагатька Цін Сіменя (чиє ім'я дослівно перекладається «Західні ворота»), який піддається гедонізму в товаристві своїх шістьох дружин та численних наложниць. Його спосіб життя призводить до морального розтління навколишніх людей. Незважаючи на розпусту, що панує в цьому вертепищі, одна з дружин намагається дотримуватись правил добропорядності, а її первісток стає буддистським ченцем, аби спокутувати гріхи батька.

## Зміст

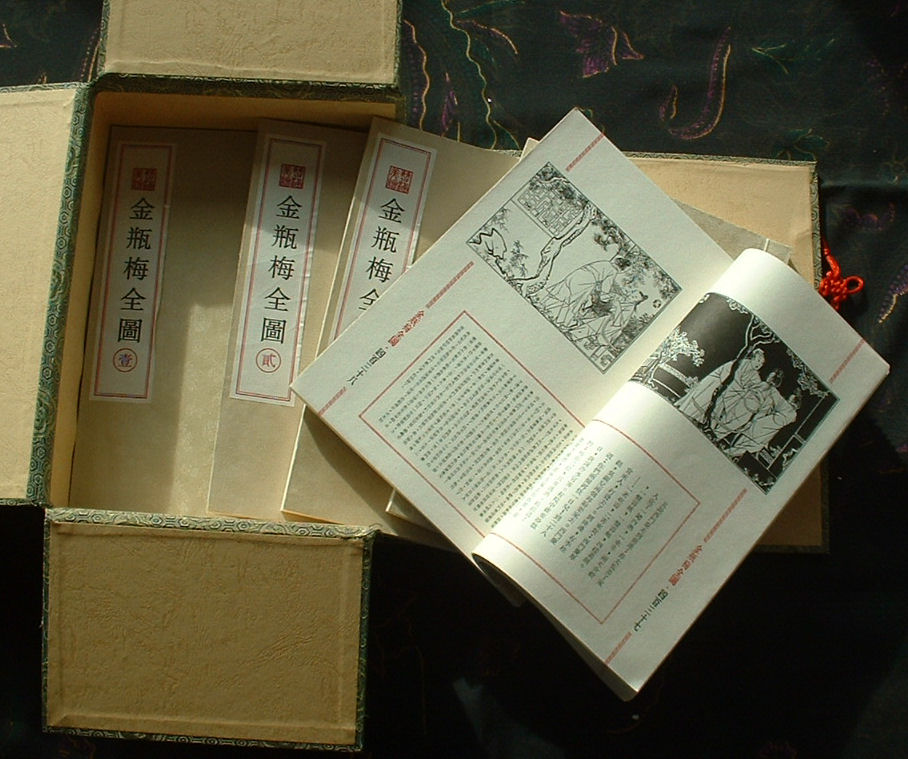
Одне з видань Цзінь пін мей

Дія відбувається за династії Сун, але фактично описує реалії династії Мін (на 300 років пізніше, коли й був написаний роман). Центральний персонаж — купець Цін Сімень, власник аптеки, у якого рано померла дружина. Дія роману починається з появи у будинку Сіменя п'ятої (Цзіньлянь) і шостої (Пін'ер) дружин. Для їх отримання він організує вбивство їхніх чоловіків з відома і підтримки самих Цзіньлянь та Пін'ер. Цзіньлянь, дружина пекаря, безуспішно намагається спокусити свого швагра У Суна. Випадково вона знайомиться з Сіменем, а коли її чоловік дізнається про зраду, вона отруює його. У Сун бажає помститися за смерть брата, але Сімень підкуповує суддів. У Суна таврують і виганяють із міста. У романі також описується коротка історія інших чотирьох дружин купця.
Завдяки посагу дружин Сімень швидко багатшає, купує ломбард, крамницю одягу, соляний бізнес. Його прийомний син Цай Цзін дістає вітчиму прибуткову посаду, вписавши його ім'я в порожній бланк. Швидкий успіх робить Сіменя все жадібнішим і нестриманішим, він заводить панібратські стосунки з іншими нечесними високопосадовцями. Після призначення чиновником Сімень ще більше віддається розгулу, вирішує свої справи хабарями, кумівством, наклепами.
Роман оповідає про приватне життя родини, в основному про еротичні сцени. Там описуються багато різних видів сексу, включаючи оральний, анальний, гомосексуальний та елементи садомазохізму. Підкреслюється розпусність життя героїв, через що діти у цій родині або не народжуються (у старшої дружини героя стається декілька викиднів), або живуть мало. Переважна більшість персонажів керуються приземленими бажаннями, терплять приниження заради матеріальної вигоди. Дружини, наложниці та служниці плетуть інтриги одна проти одної, підлістю завойовують прихильність Сіменя. Все це відбувається на тлі морального занепаду держави, свавілля прем'єр-міністра, місцевих чиновників і розквіту дрібної злочинності.
Сімень зазнає негараздів через шлюб своєї дочки. Її тесть впав в немилість імператора, справа вирішується завдяки великому хабарю. Пін'ер почувається чужою в будинку Сіменя, заводить роман із лікарем. Ревнивий Сімень посилає людей побити його і звинуватити в несплаті боргу. Пін'ер скорюється перед ним, скоює спробу самогубства і тільки тоді Сімень прощає її.
Пін'ер народжує сина, чому заздрить Цзіньлянь. Вона вбиває хлопчика, Пін'ер помирає, а її дух попереджає Сіменя про майбутній розпад його родини. Сімень перетворюється на сексоголіка, залучає до своїх оргій не лише дружин, а й куртизанок і хлопчика-слугу Шу Туна, починає вживати афродизіаки, які йому дає Цзіньлянь. Від передозування ними він зрештою й помирає абсурдною смертю: безперестанку вивергає сперму, потім кров, і врешті всю свою життєву енергію ці. Після його смерті його старша дружина У Юенян продає двох дружин назад у бордель, звідки їх викупив Сімень, видає одну дружину заміж, а Цзіньлянь продає її швагру, який її вбиває. Паралельно відбувається падіння династії Сун і настає панування династії Ляо.
В кінці роману мандрівний чернець показує У Юенян, що в її синові переродився дух його батька і якщо не віддати його до монастиря, його чекає така ж доля, після чого вона віддає сина в буддійські ченці.

## Літературні особливості

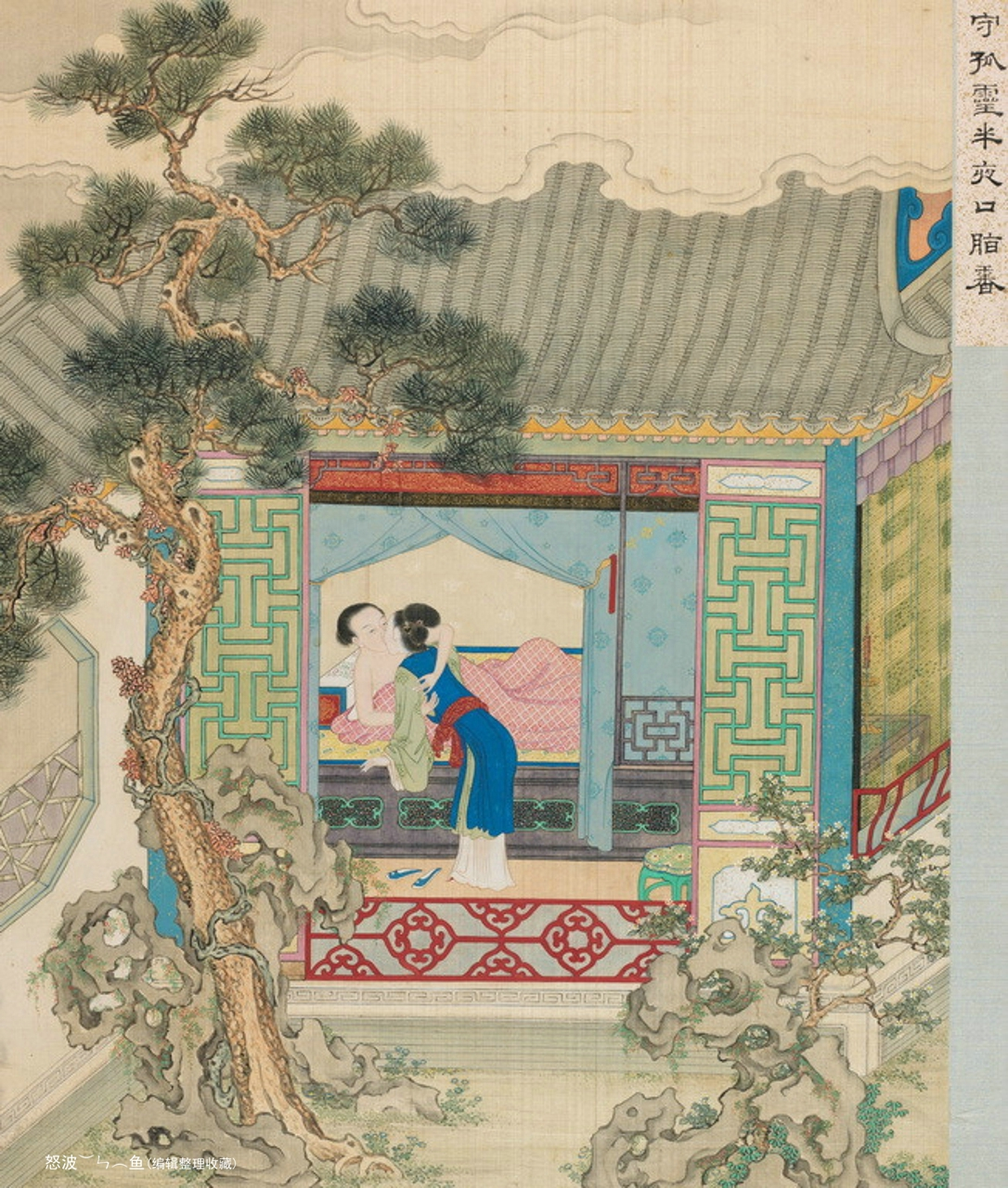

Твір характеризується літературознавцями як натуралістичний, порнографічний, твір буддистської моралі, або роману звичаїв. Широко вважається, що «Квіти сливи в золотій вазі» завуальовано описують занепад династії Мін (в часи якої й написаний роман). Тема роману розвиває епізод «Річкового прибережжя», де один з персонажів убив свою невістку. В книзі відсутня критика аморальності дійових осіб, автор змальовує різні прояви потворності людських вчинків, у тексті присутній фаталізм і нігілізм.
Тематика «Квітів сливи у золотій вазі» унікальна для своєї епохи, оскільки зміщена з описів подвигів героїв і богів до сімейного життя звичайних людей. Навіть негативні персонажі мають привабливі риси. В тексті міститься жива народна мова з діалектизмами, прислів'ями та піснями свого часу. Сексуальні сцени описані з використанням різноманітних евфемізмів, що місцями створює комічний ефект. Стиль письма мав великий вплив на подальшу сатиричну літературу Китаю. Реалістичність роману справила певний вплив на пізніший «Сон у червоному теремі». Ланьлінський пересмішник потім написав також роман «Дві прекрасні двоюрідні сестри».
Роман існує в трьох версіях китайською мовою: оригінальній і двох цензурованих. Цензуровані загалом ідентичні, але друга з них містить коментарі та примітки редактора й критика Чжан Чжупо (1670—1698).

## Питання авторства
Автор роману відомий тільки за псевдонімом «Ланьлінський пересмішник». Існує близько 70-ти версій, хто міг ним бути.
Вже на рубежі династій Мін і Цін з'явилися припущення, що це був письменник Ван Шичжень. На це вказують спільні деталі біографії Цін Сіменя та Ван Шичженя, його зацікавленість буддизмом і даосизмом, які задають моральні орієнтири в книзі, проживання в Тайцані, де він міг чути використані в романі діалекти. Найважливіший аргумент — у «Квітах сливи у золотій вазі» згадується медична енциклопедія «Беньцао ґаньґму», яку рецензував Ван Шичжень. Можливо, окремі епізоди були додані іншою особою, але твір дуже цілісний і має явно продуманий заздалегідь сюжет. Легенда стверджує, що Ван Шичжень написав «Квіти сливи у золотій вазі» з метою помститися Янь Шифаню, чиновнику, який зробив наклеп на його батька і той унаслідок був страчений. Знаючи про захоплення Янь Шифаня екстравагантною літературою, Ван Шичжень продав йому через посередника примірник «Квітів сливи у золотій вазі». Сторінки були просякнуті миш'яком і Янь Шифань, гортаючи книгу, облизував пальці, поступово отруюючись. Врешті, прочитавши роман, він помер.
Інша відома версія, що автором був драматург і есеїст Ту Лун. Він жив у той же час, що й Ван Шичжень, його рідне місто Уцзінь тоді називалося Ланьлін, знався на буддизмі й даосизмі, був звільнений з посади «за розпусту». На авторство претендує також Лі Кайсянь родом з тієї ж місцевості, автор п'єс, який жив дещо раніше. Серед інших можливих авторів художник і поет Сюй Вей, поет Ван Чжіден, прозаїк і поет Цай Жунмін та інші. Всі вони так чи інакше були письменниками, перебували на високих посадах за династії Мін і добре зналися на народній мові й різних побутових деталях, описаних у романі.

## Переклади
До Японії «Квіти сливи у золотій вазі» потрапили на початку XVII ст. і стали відомі як «непристойна книга», котру могли читати ті, хто володіли китайською. В 1882 Мацумура Місао почав публікувати переклад японською розмовною мовою, але не закінчив його, бо помер.
У 1708 році був опублікований маньчжурський переклад «Квітів сливи у золотій вазі» Хе Су і Сюй Юаньменя з деякими вилученнями та редагуваннями.
Переклад повного китайського оригінального тексту з коментарями німецькою зробив Отто Кібат у 1928–1932 роках, у двох томах.
Скорочені переклади англійською виконували Клемент Еґертон в 1939 та Бернард Мілл у 1942 (з німецької). Повний англомовний переклад Девіда Роя видавався з 1993 по 2013 роки, складається з 5-ти томів, майже 3500 сторінок. Той же перекладач публікував окремі частини ще з 1985 року. У 2008 році вийшло подвійне англо-китайське видання у перекладі Клемента Еґертона у 5-ти томах.
Двотомний скорочений переклад французькою Жана-П'єра Поре видавався в 1949—1952. Також у 1985 вийшов двотомний переклад Андре Леві без цензури, але зі скороченнями таких місць, як пісні.
Італійською «Квіти сливи у золотій вазі» видавалися в 1955 і 1970 (переклад з англійської), а також у 2017 (переклад повного видання з французької).
Японський переклад з видаленням сексуальних сцен і скороченнями зробили Нацукін Акемі та Ямада Масато в 1925 році. Крім того «Квіти сливи у золотій вазі» у перекладі японською Шинобу Оно, Кюїчі Сенди та Іванамі Бунко видані в 10-и томах у 1973—1974, зі скороченнями.
Повний переклад іспанською, виконаний Алісією Релінке Елетою, вийшов у 2-х томах впродовж 2010—2011 років.
Переклад російською у 5-ти томах виходив з 1994 по 2016 роки, виданий Інститутом сходознавства РАН. Примітний нерівномірністю тиражів томів: 1-3 мали тираж 25 тис. примірників, 4-5 лише 300.

## Екранізації

### Фільми
- «Цзінь пін мей» (1955) — знятий у Гонконзі, режисер Інь Ван[21].
- «Золотий лотос» (金瓶風月, 1991) — тайвансько-гонконзький фільм[22].
- «Новий Цзінь пін мей II» (1996) — знятий у Гонконзі, режисер Юй-Мін Там[23]. Отримав 4 продовження[24].
- «Цзінь пін мей» (2008) — знятий у Гонконзі, режисер Ман Кей[25].
- «Цзінь пін мей» (2009) — пряме продовження попереднього фільму.

### Телесеріал
- «Ніжні відображення» (кит.: 恨鎖金瓶; англ. Gentle Reflections, 1994) — телесеріал Гонконгу в головній ролі Ірен Ван, Кеніс Квок і Керол Енг.